# Silberfarn-Flagge

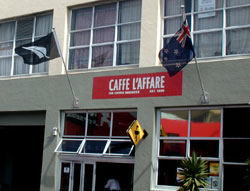
Manchmal wird die Silberfarn-Flagge neben der Nationalflagge gezeigt (hier in Wellington)

Die Silberfarn-Flagge (englisch: Silver fern flag) wird manchmal als inoffizielle Flagge Neuseelands angesehen. Der Silberfarn ist Neuseelands Nationalpflanze, neben dem Begriff Kiwi (dieser bezeichnet Kiwis, die Kiwifrucht sowie die Neuseeländer selbst) eines der wichtigsten Nationalsymbole des Pazifikstaates und ist mit dem Ahornblatt in der kanadischen Gesellschaft zu vergleichen.
Der Silberfarn selbst dient als Einzelsymbol oder auf Fahnen und Flaggen verschiedener Einrichtungen, Vereine und Organisationen und wird jeweils unterschiedlich dargestellt. So kommt die Pflanze unter anderem im Wappen Neuseelands vor und erscheint zusammen mit dem Kiwi auf der 1-Dollar-Münze Neuseelands. Außerdem benutzen zahlreiche nationale Sportvereine des Landes ein Silberfarn, so zum Beispiel die Silver Ferns, Neuseelands Netball-Nationalteam, und die wohl bekannteren All Blacks, die neuseeländische Rugby-Union-Nationalmannschaft. Im Rahmen des Boykotts der Olympischen Sommerspiele 1980 in Moskau liefen die fünf teilnehmenden neuseeländischen Sportler unter der Silberfarn-Flagge auf.
Der Silberfarn ist spätestens seit dem Südafrikanischen Krieg von 1899 bis 1902 offizielles Abzeichen auf fast allen Uniformen der neuseeländischen Streitkräfte. Etwa zu diesem Zeitpunkt wurde der einheitliche Vorgänger-Kranz, der ein bestimmtes Wappen oder Emblem auf den Uniformen der Dominion-Soldaten umgab (bis dahin der Union Wreath aus Rosen, Disteln und Kleeblättern) durch länderspezifische Kränze ersetzt: Dabei wurden die jeweiligen Nationalpflanzen der Dominions bzw. Kolonien verwendet, also Ahorn für Kanada, Akazien für Australien, Protea für Südafrika und eben ein Silberfarn für Neuseeland.
In den letzten Jahren gab es immer wieder Bestrebungen, die aktuelle Nationalflagge des Landes durch eine Form der Silberfarn-Flagge zu ersetzen. Eine Befürworterin eines Flaggenwechsels war die ehemalige Kulturministerin Neuseelands, Marie Hasler, die sich im Jahr 1998 für die Silberfarn-Flagge einsetzte. Unterstützt wurde sie dabei von der damaligen Premierministerin Jenny Shipley und dem neuseeländischen Tourismusverband (New Zealand Tourism Board). Bis zu den Neuwahlen wurde das Projekt aber nicht mehr realisiert (siehe dazu: Flagge Neuseelands). Auch ein im Januar 2005 geplantes Referendum zur Einführung der Silberfarn-Flagge durch den NZ Flag.com Trust war wegen zu geringer Beteiligung der Bevölkerung nicht erfolgreich.
Im März 2016 stimmte die Bevölkerung Neuseelands über die Frage der Einführung einer neuen Nationalflagge ab. Um zu klären, welche Alternative gegen die aktuelle Flagge zur Wahl stand, fand im Dezember 2015 ein vorangeschaltetes Referendum statt. In diesem setzte sich, unter insgesamt fünf Vorschlägen, die schwarz-weiß-blaue Variante einer von Kyle Lockwood entworfenen Silberfarnflagge mit knappem Vorsprung vor einer rot-weiß-blauen durch.
Im Referendum am 24. März 2016 setzte sich die alte Flagge gegen den Silberfarn-Flaggen-Vorschlag durch.

Die Flagge der All Blacks
rot-weiß-blauer Entwurf von Kyle Lockwood
schwarz-weiß-blauer Entwurf von Kyle Lockwood
Silberfarn-Flagge von Alofi Kanter